# Blair Cochrane
Blair Cochrane OBE (11 de setembro de 1853 — 7 de dezembro de 1928) foi um velejador britânico, campeão olímpico. Ele competiu nos Jogos Olímpicos de Verão de 1908 na classe 8 Metre e conquistou a medalha de ouro na disputa a bordo do Cobweb com Charles Campbell, John Rhodes, Henry Sutton e Arthur Wood.
Filho de um rico proprietário de terras e minas de carvão, seu bisavô era Archibaldo Cochrane, 9.º conde de Dundonald. Ele ingressou na Royal Horse Artillery e ascendeu ao posto de capitão. De 1909 a 1913, Cochrane foi Rear Commodore do Royal Victoria Yacht Club. Mais tarde, ele serviu como Diretor do Condado, Hospitais Auxiliares e Destacamentos de Ajuda Voluntária na Ilha de Wight.